# Harriotta
Harriotta – rodzaj ryb zrosłogłowych z rodziny drakonowatych (Rhinochimaeridae).

## Rozmieszczenie geograficzne
Do rodzaju należą gatunki występujące we wszystkich oceanach świata.

## Morfologia
Długość ciała do 120 cm; masa ciała (największa opublikowana) 1,6 kg.

## Systematyka
Rodzaj zdefiniowała w 1895 roku para amerykańskich ichtiologów George Brown Goode i Tarleton Hoffman Bean, w artykule poświęconym nowemu rodzajowi chimerokształtnej ryby z głębszych wód północno-zachodniego Oceanu Atlantyckiego opublikowanym w czasopiśmie Proceedings of the United States National Museum. Gatunkiem typowym jest (oznaczenie monotypowe) strzałosmok (H. raleighana).

### Etymologia
- Harriotta: Thomas Harriott (ok. 1560–1621), angielski astronom, matematyk, etnograf i tłumacz, który opublikował w 1588 roku pierwszą angielską pracę na temat amerykańskiej historii naturalnej[5].
- Anteliochimaera: gr. αντηλιος antēlios ‘zwrócony w stronę słońca, wschodni’, od αντι anti ‘naprzeciwko’; ἡλιος hēlios ‘słońce’; rodzaj Chimaera Linnaeus, 1758 (Chimaeridae)[6][2]. Gatunek typowy (oryginalne oznaczenie (również monotypowe)): Anteliochimaera chaetirhamphus Tanaka, 1909.

### Podział systematyczny
Do rodzaju należą następujące występujące współcześnie gatunki:
- Harriotta chaetirhamphus (Tanaka, 1909)
- Harriotta raleighana Goode & Bean, 1895 – strzałosmok[7]

Opisano również gatunki wymarłe:
- Harriotta gosseleti (Winkler, 1880)[8] (Europa; oligocen)
- Harriotta lehmani Werdelin, 1986[9] (Azja; kreda)